# Dolomitski odred (TO RS)
Dolomitski odred TO je bil eden od odredov Teritorialne obrambe Republike Slovenije.

## Zgodovina
Odred je bil ustanovljen leta 1969 v okviru Pokrajinskega štaba Teritorialne obrambe Ljubljana-okolica in je nadaljeval tradicijo partizanskega Dolomitskega odreda. Odred so skupaj ustanovili tri tedanje občine: Vrhnika, Logatec in Cerknica; v vsaki občini je bil ustanovljen bataljon. Štab odreda je bil na Vrhniki.
Dolomitski odred je bil pretežno oborožen s trofejnim orožjem iz druge svetovne vojne različnega porekla. Odred je sodeloval v slovenski osamosvojitveni vojni.

## Pripadniki
Poveljniki
- polkovnik Jože Simšič-Jelen (1969-?)

Častniki
- kapitan fregate Mitja Tollazzi